# Arcuphantes setouchi
Arcuphantes setouchi är en spindelart som beskrevs av Yoh Ihara 1995. Arcuphantes setouchi ingår i släktet Arcuphantes och familjen täckvävarspindlar. Inga underarter finns listade i Catalogue of Life.